# Academia Estoniană de Științe

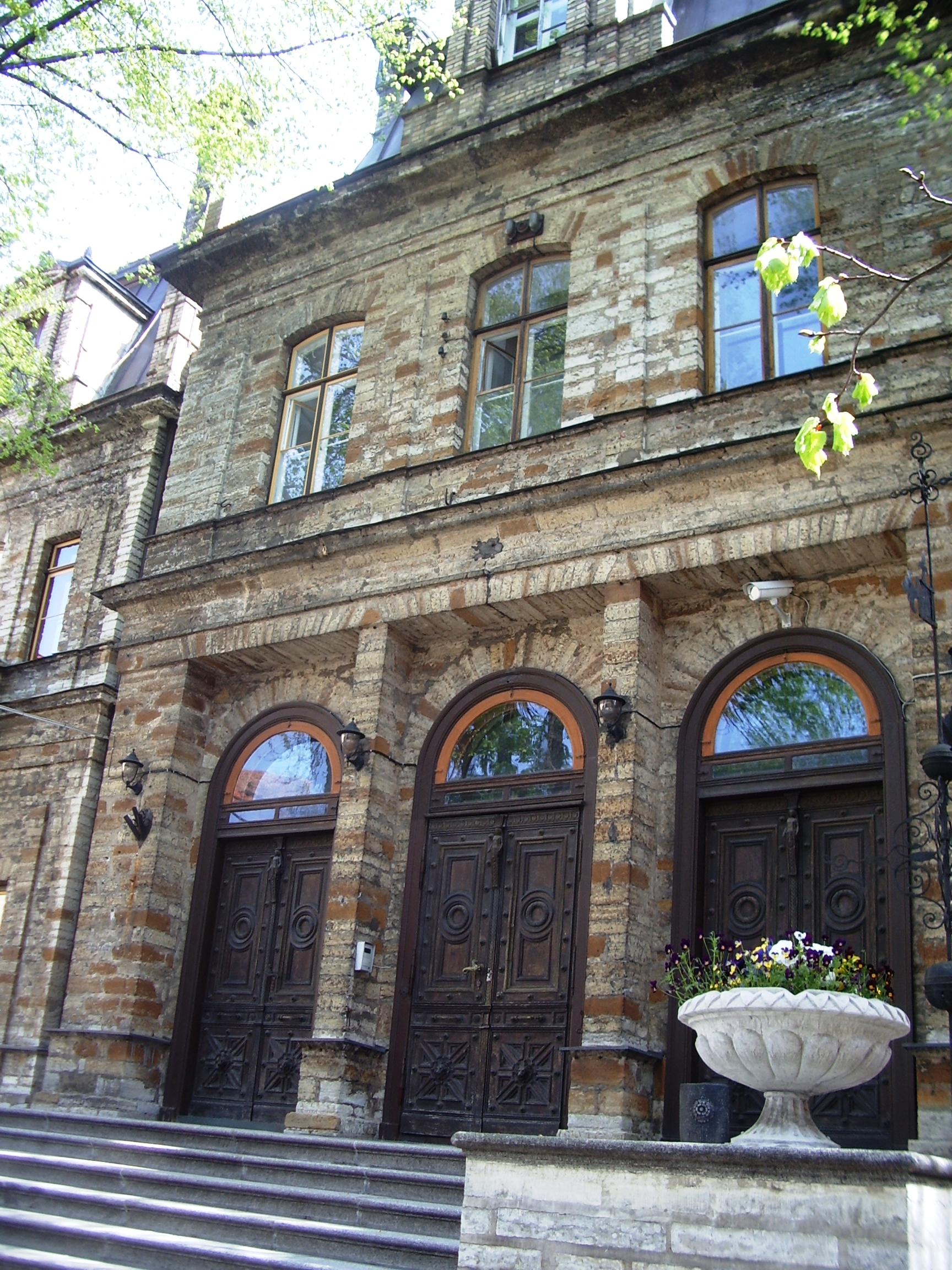
Palatul Ungern-Sternberg situat pe Toompea, în zilele noastre este clădirea principală a Academiei Estoniene de Științe (construit în 1865-1868, arhitect Martin Gropius)

Fondată în 1938, Academia Estoniană de Științe (în estonă Eesti Teaduste Akadeemia) este academia națională de științe a Estoniei din Tallinn. Ca și alte academii naționale, este un grup independent de oameni de știință renumiți al căror scop este să promoveze cercetarea și dezvoltarea, să încurajeze cooperarea științifică internațională și să prezinte cunoștințele către public. În august 2015 avea 78 de membri titulari și 18 membri străini. Începând cu noiembrie 2004, președintele Academiei este Richard Villems, un biolog de la Universitatea din Tartu.

## Divizii
Academia are patru divizii:
- Divizia de Astronomie și Fizică (în estonă  Astronoomia ja füüsika osakond)
- Divizia de Informatică și Inginerie (în estonă  Informaatika ja tehnikateaduste osakond)
- Divizia de Biologie, Geologie și Chimie (în estonă  Bioloogia, geoloogia ja keemia osakond)
- Divizia de Științe Umaniste și Științe Sociale (în estonă  Humanitaar - ja sotsiaalteaduste osakond)

## Istoria
Academia a fost înființată în 1938 ca societate de învățare. După ce Estonia a fost ocupată de Uniunea Sovietică academia a fost dizolvată pe data de 17 iulie 1940. În iunie 1945 a fost reînființată ca Academia de Științe a RSS Estonă (în estonă Eesti NSV Teaduste Akadeemia). În perioada Sovietică, aceasta era alcătuită dintr-o bibliotecă centrală și patru divizii care conțineau 15 institute de cercetare, precum și alte societăți științifice și muzee. În aprilie 1989, cu puțin timp înainte declararea independenței Estoniei, academia și-a recăpătat numele original de Academia Estoniană de Științe. În acest moment a fost și restructurată în forma sa actuală.

## Premii
Cel mai prestigios premiu al academiei este Medalia Academiei Estoniene de Științe. Acesta este acordat "pentru servicii deosebite în dezvoltarea științei estoniene sau în a ajuta la dezvoltarea sa, precum și pentru servicii în îndeplinirea sarcinilor Academiei Estoniene de Științe."

## Organizații asociate
Mai multe organizații sunt asociate cu academia.
Aceste instituții sau societăți activități și obiective care să îndeplinească obiectivele de la academie.
Acestea includ:
- Societatea Naturaliștilor Estonieni
- Societatea Geografică Estoniană
- Societatea Studiilor Regionale Estoniene
- Societatea Limbii Materne Estoniene
- Uniunea de Istorie și Filozofia Științei Estoniene
- Societatea Estonei Învățate din Suedia
- Societatea Literară Estoniană
- Societatea Estonei Învățate
- Societatea Muzicologică Estoniană
- Societatea Fizică Estoniană
- Asociația Estoniană a Inginerilor
- Societatea Biochimică Estoniană
- Asociația Estoniană de Semiotică
- Societatea Chimică Estoniană
- Societatea Estoniană a Geneticii Umane
- Societatea Economică Estoniană
- Societatea Estoniană pentru Studiul Religiilor